# 야유

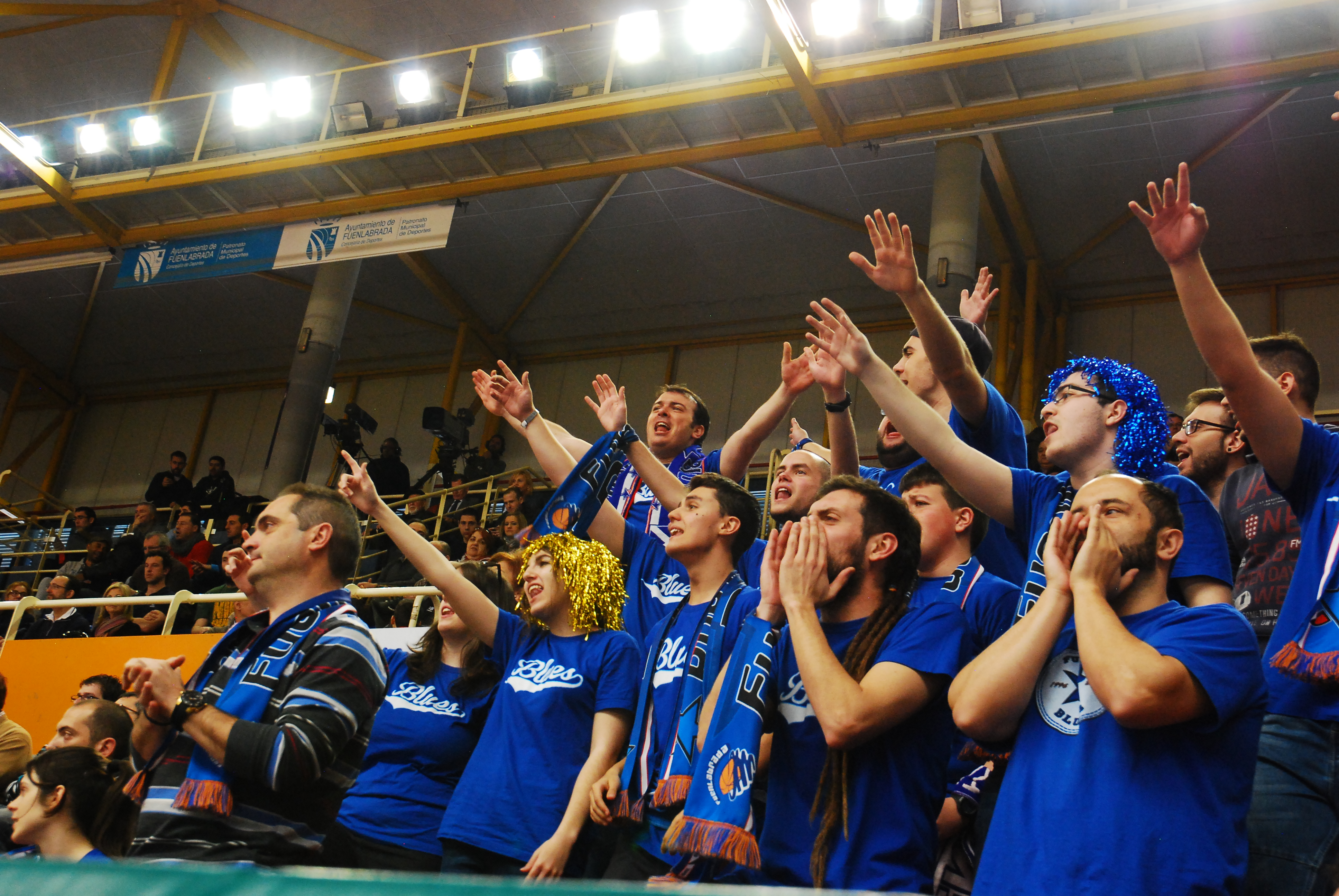

야유(揶揄, 영어: booing)는 관객이 공연자와 선수 등에 대해 불만이나 분노, 비난을 표현하기 위해 행해지는 행위이다.

## 개요
보통 무대와 그라운드에 있는 출연자나 선수 등을 향해 부와 같은 신음 소리를 낸다. 야유와는 반대로 칭찬을 나타내는 행위는 일어나서 박수를 하는 기립 박수가 있다.

## 같이 보기
- 기립박수
- 비꼼